# Pulsar

Ilustração do efeito de "farol" produzido por um pulsar.

Pulsar é uma estrela de nêutrons que, em virtude de seu intenso campo magnético (da ordem de 108 T), transforma a energia rotacional em energia eletromagnética. A medida que o pulsar gira, seu intenso campo magnético induz um enorme campo elétrico na sua superfície. Este campo elétrico é suficiente para arrancar partículas carregadas da superfície, na sua maioria elétrons, que por sua vez fluem para a magnetosfera onde são acelerados. Estes elétrons acelerados emitem radiação síncrotron em um feixe estreito ao longo das linhas do campo magnético. Se ao girar, o eixo do campo magnético ficar na nossa linha de visada, veremos um pulso de radiação eletromagnética (como a luz de um farol girante).

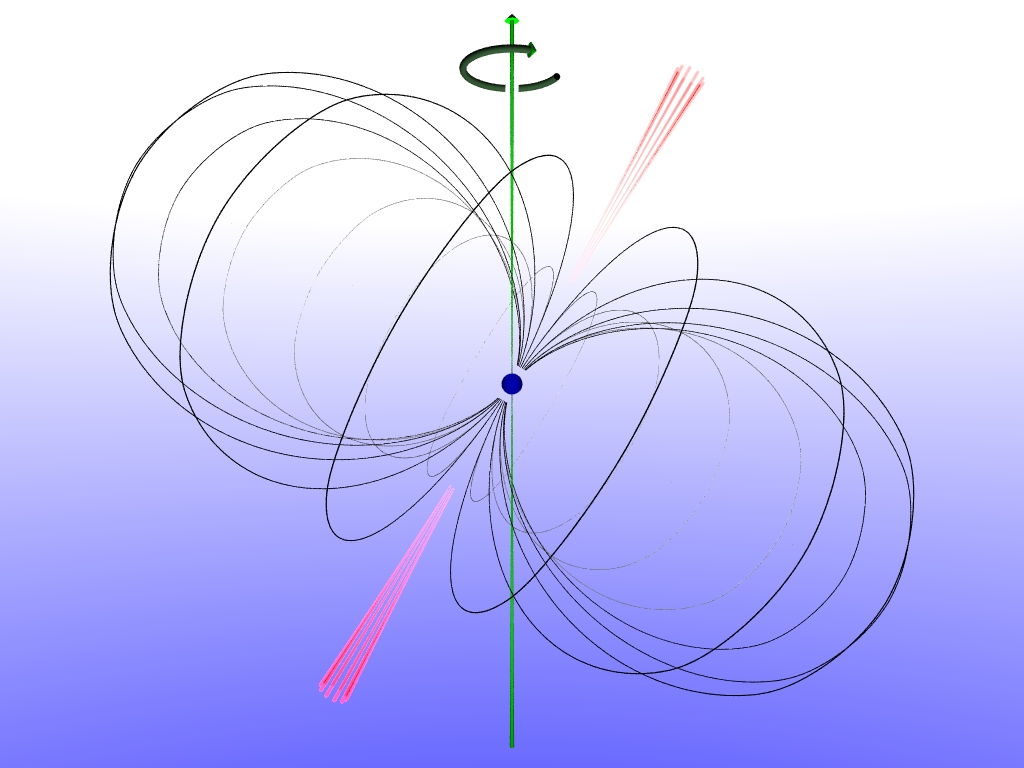
Esquema de um pulsar, apresentando as linhas de campo magnético e o feixe de radiação escapando pelos polos magnéticos.

## História

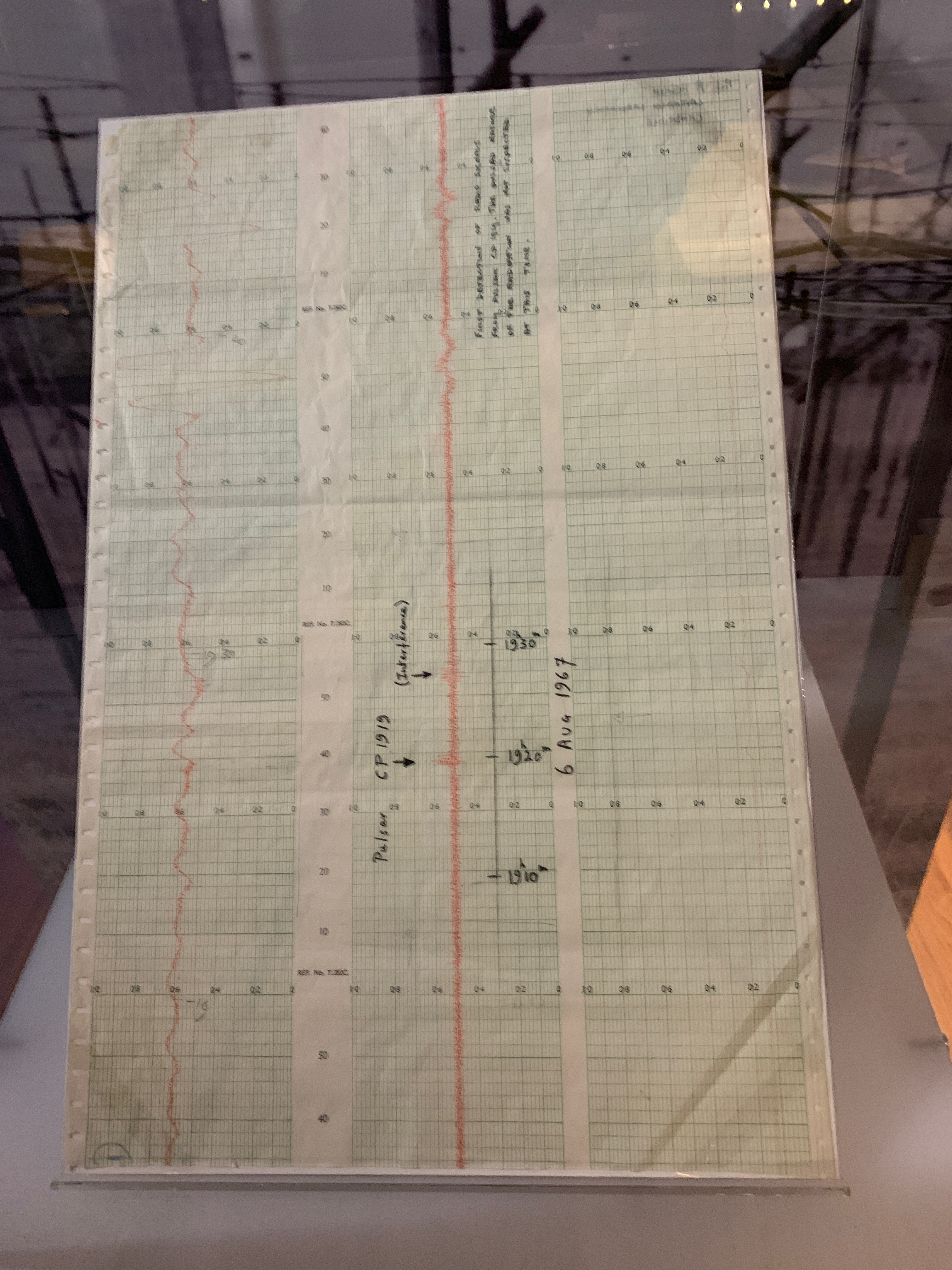
Gráfico no qual Jocelyn Bell Burnell reconheceu pela primeira vez evidências de um pulsar, exibido na Biblioteca da Universidade de Cambridge

A existência de estrelas de nêutrons foi primeiramente proposta por Walter Baade e Fritz Zwicky em 1934, quando argumentaram que uma pequena e densa estrela consistindo primariamente de nêutrons resultaria de uma supernova. Em 1967, pouco antes da descoberta dos pulsares, Franco Pacini, astrofísico italiano, sugeriu que uma estrela de nêutrons em rotação com um campo magnético, emitiria radiação e notou que tal energia poderia adentrar os remanescentes de supernova que se encontram ao redor de uma estrela de nêutrons, como a Nebulosa do Caranguejo.
Em julho de 1967, começara a funcionar um grande rádiotelescópio desenvolvido por Antony Hewish em Cambridge, Inglaterra, composto por 2 048 dispositivos de recepção separados, espalhados por uma área de 18 000 m2.  Ele era destinado a estudar as cintilações de fontes de rádio localizadas no espaço. Essas cintilações são causadas pelas flutuações na densidade do plasma interplanetário.
Jocelyn Bell Burnell, uma estudante de pós-graduação, que era a responsável pela análise preliminar dos dados, notou um sinal estranho que subitamente desapareceu, vindo a reaparecer três meses depois. O grupo de Hewish concentrou-se nesse estranho sinal, localizando entre as estrelas Vega e Altair, e descobriu que os pulsos de rádio ocorriam numa taxa extremamente regular, a cada 1,33730113 s e com uma duração de 0,05 s.
Porém, eles não só demoraram meses em se convencer da autenticidade do sinal, mas quando anunciado, foi seriamente cogitada a hipótese de se tratar de sinais de uma civilização extraterrestre. Na verdade, antes que a palavra pulsar passasse a ser utilizada eles referiam-se ao fenômeno como LGM (sigla em inglês para little green men — homenzinhos verdes).
Posteriormente, o grupo descobriu mais três objetos emitindo pulsos de rádio com taxas diferentes e concluíram tratar-se de objetos de origem natural.
Como a fonte emissora parecia se originar de um ponto no espaço, Hewish pensou que ela poderia representar algum tipo de estrela, uma estrela pulsante (do inglês pulsating star), o nome foi então abreviado para pulsar.
Após a descoberta do primeiro pulsar, Thomas Gold sugeriu um modelo de uma estrela de nêutrons em rotação similar ao de Pacini e argumentou que esse modelo poderia explicar a radiação pulsante observada por Bell Burnell e Hewish. A descoberta do pulsar da Nebulosa do Caranguejo em 1968 confirmou esse modelo de representação dos pulsares. O pulsar do caranguejo tem uma pulsação de período igual a 33 milissegundos, pequeno demais para ser consistente com outros modelos propostos para a emissão do pulsar. Além disso, sua localização no centro da Nebulosa do Caranguejo é consistente com a previsão de Baade e Zwicky em 1933.
Em 1974, Antony Hewish e Martin Ryle se tornaram os primeiros astrônomos a ganharem o Prêmio Nobel de Física, com a Academia Real das Ciências da Suécia notando que Hewish teve "papel decisivo na descoberta de pulsares". Certa controvérsia é associada ao fato de Hewish ter ganho o prêmio enquanto Bell Burnell não teve sua participação considerada.
Até 2022, cerca de 3.320 eram conhecidos na Via Láctea.

## Nomenclatura
Inicialmente pulsares eram nomeados com as iniciais do observatório responsável pela descoberta seguidas por sua ascensão reta. Conforme mais pulsares foram descobertos, essa convenção tornou-se insuficiente, sendo seguida pelo uso das letras PSR (sigla em inglês para Pulsating Source of Radio - Fonte de Rádio Pulsante) seguidas pela ascensão reta e os graus do arco de declinação. Pulsares muito próximos podem ter letras como apêndices.
A convenção moderna prefixa números antigos com um B, significando que as coordenadas pertencem à época de 1950. Os pulsares descobertos mais recentemente têm um J, que indica que as coordenadas são de 2000, e uma declinação que inclui minutos. Apesar das mudanças, pulsares descobertos antes de 1993 mantém a convenção da letra B ao invés de terem nomes com J. Porém, todos os pulsares possuem um nome com J que fornece coordenadas mais precisas de suas posições no céu.

## Formação

Visão esquemática de um pulsar. A esfera no centro representa a estrela de nêutrons, as linhas curvadas indicam as linhas do campo magnético, os cones azuis indicam as zonas de emissão de luz e a reta verde representa o eixo de rotação da estrela.

Os eventos que levam à formação de um pulsar começam quando o núcleo de uma estrela maciça é comprimido durante uma supernova, formando uma estrela de nêutrons. A estrela de nêutrons mantém grande parte do momento angular original e, uma vez que possui um raio muito menor que a sua progenitora, se forma com uma alta velocidade de rotação. Um feixe de radiação é emitido junto ao eixo magnético do pulsar, que gira conforme a rotação da estrela de nêutrons. O eixo magnético do pulsar determina a direção do feixe eletromagnético e não é necessariamente idêntico ao eixo de rotação da estrela. Isso faz com que o feixe seja visível uma vez para cada rotação da estrela de nêutrons, levando à natureza "pulsante" de sua aparência.

Em pulsares alimentados por rotação, o feixe se origina da energia rotacional da estrela de nêutrons, que gera um campo elétrico a partir do movimento de um forte campo magnético, resultando na aceleração de prótons e elétrons na superfície da estrela e na emissão de um feixe eletromagnético emanando dos polos do campo magnético. Essa rotação diminui ao longo do tempo, à medida que a energia eletromagnética é emitida. Quando o giro de um pulsar diminui suficientemente, o mecanismo de emissão de radiação se desliga. Esse desligamento parece ocorrer aproximadamente após 10 a 100 milhões de anos, o que significa que, de todas as estrelas de nêutrons nascidas nos 13,6 bilhões de anos do universo, cerca de 99% pararam de pulsar.

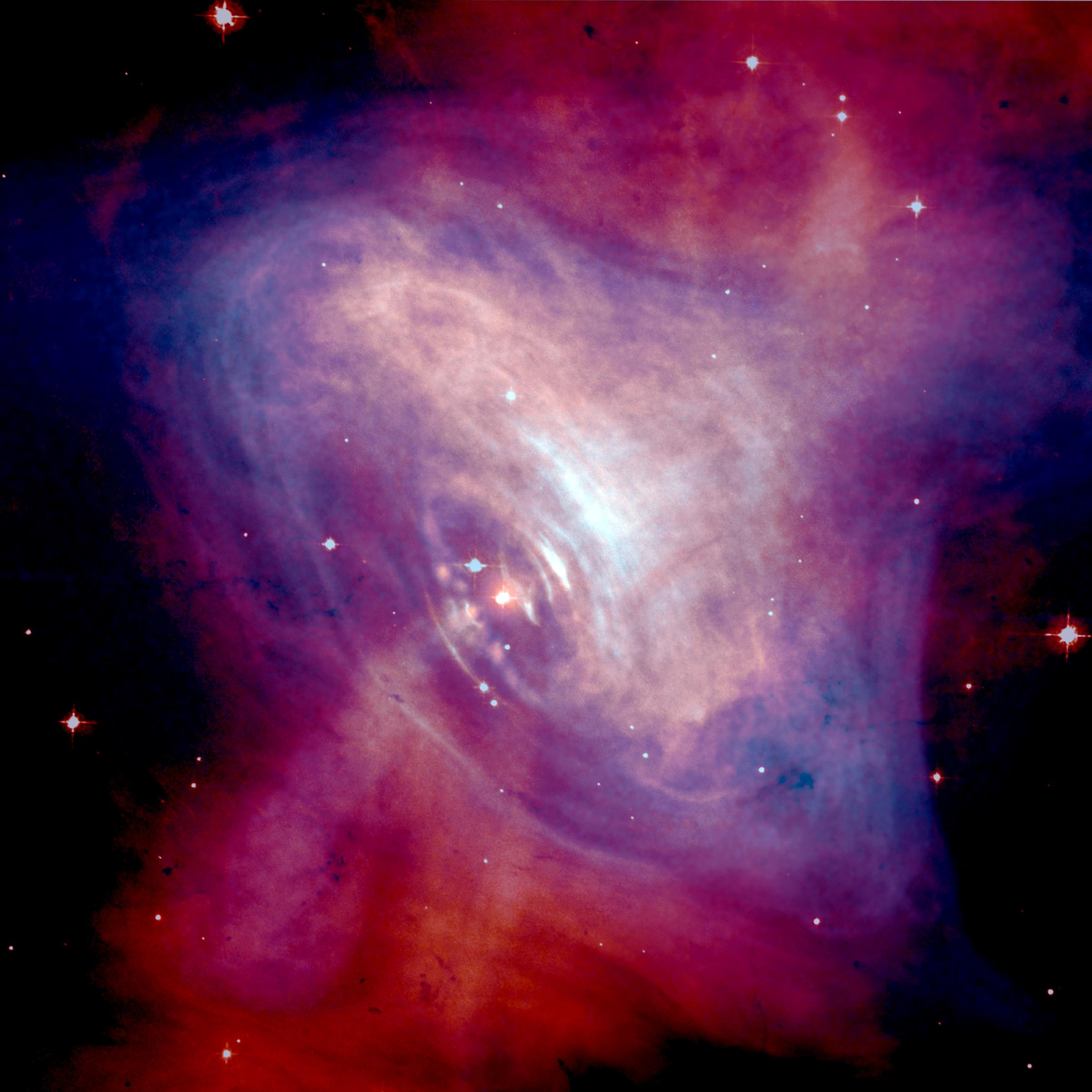
O Pulsar de Caranguejo. Esta imagem combina informação óptica recolhida pelo Hubble (a vermelho) e imagens raio-X do Chandra (a azul).

## Pulsares notáveis
- PSR 1919+21
- PSR 1913+16 - 1º pulsar binário a ser descoberto
- PSR B1937+21
- Cen X-3 - 1º pulsar de raios-X a ser descoberto
- SAX J1808.4-3658
- PSR B1257+12 - 1º pulsar com planeta a ser descoberto
- PSR J0737−3039
- SGR 1806-20
- PSR J1748-2446ad - pulsar com rotação mais rápida
- LGM-1 - 1º rádio-pulsar reconhecimento
- PSR J0108-1431 - pulsar mais próximo
- SWIFT J1756.9-2508
- PSR B1509-58

## Categorias
Três classes distintas de pulsares são conhecidos hoje, diferenciados pela fonte da força da radiação eletromagnética:
- Pulsares potencializados por rotação, nos quais a perda de energia rotacional da estrela fornece o poder;
- Pulsares potencializados por acreção, onde a energia potencial gravitacional de matéria acrecida é a fonte de poder (produzindo raios X observáveis da Terra);
- Magnetares, nos quais o decaimento de um campo magnético extremamente forte fornece o poder eletromagnético.

Apesar de todos os três tipos serem estrelas de nêutrons, seus comportamentos e os processos físicos que os causam são diferentes. Apesar disso, esses tipos estão conectados, com pulsares de Raio X sendo muito provavelmente antigos pulsares de rotação que perderam grande parte de seu poder, visíveis somente devido ao fato de suas respectivas estrelas binárias se expandirem e transferirem matéria para a estrela de nêutrons. Esse processo de acreção pode transferir momento angular suficiente para resumir o movimento de rotação na estrela, com a matéria acrescida diminuindo a força magnética do pulsar por 1 000 a 10 000 vezes do normal. Esse campo magnético enfraquecido é menos eficiente em diminuir a velocidade de rotação dos pulsares, permitindo que eles permaneçam ativos por bilhões de anos e sejam os mais antigos pulsares conhecidos.

## Aplicações
A descoberta dos pulsares permitiu aos astrônomos o estudo de um objeto nunca antes observado: a estrela de nêutrons. Esse tipo de objeto é o único lugar no qual o comportamento da matéria em uma densidade nuclear pode ser observado (apesar de não diretamente). Além disso, pulsares com duração de milissegundos permitiram o estudo da relatividade geral em condições de intenso campo gravitacional.

### Mapas
Mapas de pulsares foram incluídos nas duas placas Pioneer assim como no Voyager Golden Record. Eles mostram a posição do Sol, relativa a 14 pulsares, que são identificados pelos períodos únicos de seus pulsos eletromagnéticos, de forma que permita o cálculo da nossa posição tanto no tempo como no espaço por potenciais seres extraterrestres. Devido à emissão regular pulsos de ondas de rádio pelos pulsares, suas transmissões não requerem correções diárias. Além disso, a posição dos pulsares poderia criar um sistema de navegação espacial independente ou para ser usado em conjunto com navegação por satélites.

### Relógios precisos
Geralmente, a regularidade da emissão de um pulsar não se compara à estabilidade de relógios atômicos. Porém, para alguns pulsares de milissegundos, a regularidade da pulsação é ainda mais precisa que a desses relógios. Essa estabilidade permite que pulsares de milissegundos sejam usados para o estabelecimento do tempo de efemérides ou na construção de relógios pulsares.

### Sondas do meio interestelar
A radiação dos pulsares passa pelo meio interestelar antes de alcançar a Terra. Elétrons livres existentes no componente ionizado e quente (8 000 K) desse meio e nas regiões H II, afetam a radiação de duas maneiras. As mudanças resultantes na radiação do pulsar são uma importante sonda do meio interestelar em si.
Devido à natureza dispersiva do plasma interestelar, ondas de rádio de baixa frequência trafegam por esse meio mais lentamente que ondas de alta frequência. O atraso resultante na chegada dos pulsos numa faixa de frequências, é diretamente mensurável como a medida de dispersão do pulsar. A medida de dispersão é a densidade de coluna total de elétrons livres entre o observador e o pulsar,
{\displaystyle DM=\int _{0}^{D}n_{e}(s)ds}
Onde {\displaystyle D} é a distância do pulsar até o observador e {\displaystyle n_{e}} é a densidade eletrônica do meio interestelar. A medida da dispersão é usada na construção de modelos da distribuição de elétrons livres na Via Láctea.
Além disso, a turbulência no gás interestelar causa inomogeneidades na densidade no meio interestelar, que faz com que as ondas de rádio dos pulsares sofram espalhamento. A cintilação resultante nas ondas de rádio (o mesmo efeito da cintilação no brilho de uma estrela devido a variações na densidade da atmosfera terrestre), pode ser usada para reconstruir informações sobre as variações em pequena escala do meio interestelar. Devido à alta velocidade (de até centenas de km/h) de muitos pulsares, um único pulsar varre o meio interestelar rapidamente, resultando em mudanças nos padrões de cintilação ao longo de poucos minutos.

### Sondas do espaço-tempo
Pulsares orbitando ao longo do espaço-tempo curvado ao redor do Sagittarius A*, o buraco negro supermaciço no centro da Via Láctea, poderiam servir para examinar a gravidade naquele ambiente de intenso campo gravitacional. Os tempos de chegada dos pulsos seriam afetados pelo efeito Doppler, conforme a relatividade geral e especial e pelos caminhos complicados que as ondas de rádio percorreriam no espaço-tempo fortemente curvado ao redor do buraco negro. Para que os efeitos da relatividade geral sejam mensuráveis com a tecnologia atual, pulsares com períodos orbitais menores que 10 anos precisariam ser descobertos, esses pulsares orbitariam a distâncias de cerca de 0,01 pc do buraco negro.